# NOTECHS
NOTECHS é um sistema usado para avaliar as competências não-técnicas (sociais e cognitivas) dos membros de uma tripulação na indústria da aviação. Introduzido no final da década de 1990, o sistema tem sido amplamente utilizado pelas companhias aéreas no processo de seleção, ajudando a seleccionar os indivíduos que revelam estas competências, que não estão diretamente relacionadas com o controle da aeronave, os SOPs (standard operation procedures) ou a gestão dos sistemas técnicos.
Na aviação 70% de todos os acidentes são induzidos por erros do piloto, sendo a falta de comunicação e a tomada de decisão dois dos factores que contribuem para estes acidentes.
O sistema NOTECHS, para além de avaliar, também fornece feedback sobre o desempenho do piloto ao nível das suas competências sociais e cognitivas, ajudando a minimizar os erros e aumentar a segurança. O sistema NOTECHS visa também melhorar o treino de Gestão de Recursos da Tripulação (CRM).

## Estrutura do NOTECHS
As duas principais competências não-técnicas observáveis dentro da aeronave são as competências sociais e cognitivas.
As competências sociais são comportamentos realizados principalmente através da comunicação verbal, que permitem que os membros da tripulação discutam possíveis conflitos e trabalhem em conjunto para resolver problemas. São competências que acentuam fortemente o trabalho em equipa, uma componente crítica para a eficácia das operações e que tem um impacto directo na segurança da aviação. Exemplos de comunicação entre membros da tripulação incluem o reconhecimento do comando, a realização de briefings e a transmissão de informações - todos componentes essenciais para um voo seguro e eficiente. A Administração Federal de Aviação (FAA) refere que áreas de melhoria na comunicação incluem os briefings pré-voo e os procedimentos envolvidos na fase de aterragem.
As competências cognitivas são processos mentais que concorrem para obter consciência situacional (situational awareness) e gerar e seleccionar opções para a tomada de decisão e inclui tarefas tais como o planeamento, a priorização e a tomada de decisão. Este conjunto de competências não pode ser observado diretamente, mas pode ser inferido pelos examinadores quando o piloto toma uma decisão - no momento em que uma opção foi por ele seleccionada.
Um piloto com competências cognitivas bem desenvolvidas torna-se proficiente em lidar com situações de emergência, tendo uma maior capacidade para avaliar a situação e monitorizar a progressão dos processos em direção aos objetivos traçados.
A estrutura do NOTECHS é dividida em três níveis diferentes.
1. Categorias
2. Elementos
3. Marcadores de comportamento

### Categoria
As competências sociais e cognitivas são as principais competências não-técnicas avaliadas. Ambas podem ser divididas em quatro categorias diferentes:
- Cooperação: competência através da qual o piloto é capaz de trabalhar e comunicar ativamente com os membros do grupo e criar um ambiente de interdependência.
- Liderança e gestão: relacionada com a capacidade do piloto para coordenar e gerir uma tarefa, um problema ou  um grupo de trabalho. Geralmente atribuída a um 'Piloto em Comando’ (PIC).
- Consciência Situacional: a percepção do piloto sobre os elementos do ambiente, incluindo os sistemas da aeronave, o ambiente externo, o tempo e "a projeção do seu estado no futuro"[10]
- Tomada de decisão: capacidade de reconhecer um problema, gerar e avaliar opções possíveis e eleger um resultado a atingir.

### Elemento
Elementos são subconjuntos de uma categoria. Por exemplo, os elementos na categoria Cooperação são: Criação e manutenção de equipas; Consideração pelos outros; Apoiar os outros; e Resolução de conflitos. Todos estes elementos estão conectados ao tema de funcionar como grupo, comunicar e cooperar como equipa.
Os pilotos são avaliados através dos seguintes elementos:
| Categoria               | Elementos |
| ----------------------- | --- |
| Cooperação              | Criação e manutenção de equipas Consideração pelos outros Apoiar os outros Resolução de conflitos                |
| Liderança e Gestão      | Uso da autoridade e assertividade Dar e manter normas Planeamento e coordenação Gestão da sobrecarga de trabalho |
| Consciência Situacional | Consciência sobre os sistemas da aeronave Consciência do ambiente externo Antecipação (consciência do tempo)     |
| Tomada de decisão       | Definição/ diagnóstico do problema Gerar opções Avaliação do risco/ seleção de opções Análise de resultados      |

### Marcador comportamental
O sistema NOTECHS acrescentou marcadores de comportamento (indicadores comportamentais) para cada elemento, para "ajudar o examinador a descrever o comportamento observado numa fraseologia padronizada e objetiva" Cada marcador comportamental dá uma indicação sobre se uma determinada ação do piloto projeta um impacto positivo ou negativo na sua competência geral.
| Elemento                  | Comportamento positivo                                    | Comportamento negativo                                   |
| ------------------------- | --------------------------------------------------------- | -------------------------------------------------------- |
| Consideração pelos outros | Ajuda outros membros da tripulação em situações exigentes | Hesita em oferecer assistência aos membros da tripulação |

## Sistema de classificação
Aos indivíduos avaliados através do NOTECHS é dado feedback sobre o seu desempenho nas diferentes competências. Os resultados fornecem uma indicação sobre quais as categorias em que apresentam um bom desempenho e quais as que precisam de desenvolver. São avaliados em cada elemento da estrutura e recebem uma classificação numa escala de cinco pontos, composta pelos graus: muito bom, bom, aceitável, pouco, muito pouco. Além disso, é fornecida uma classificação geral para cada elemento, indicando se atingiu um nível “aceitável" ou "não-aceitável".
Para garantir que os membros da tripulação recebem uma avaliação justa e não errónea, as Autoridades de Aviação implementaram cinco regras operacionais a serem seguidas ao usar o NOTECHS no âmbito da avaliação.
1. Será avaliado somente o comportamento observável: a personalidade ou as atitudes emocionais da pessoa são ignoradas durante a avaliação e somente o comportamento visível é registado.
2. Necessidade de haver consequência técnica: para receber uma classificação "não-aceitável" numa competência não-técnica, a segurança do voo deve ter estado comprometida relativamente à “consequência técnica objetiva".[13]
3. Classificação aceitável ou não-aceitável necessária: numa situação em que um examinador é ambíguo com os resultados de um elemento, um sistema de classificação de dois pontos - ACEITÁVEL ou NÃO-ACEITÁVEL - , é usado para finalizar o teste sem qualquer confusão.
4. Repetição necessária: a demonstração do comportamento inaceitável levará o examinador a realizar várias tentativas de teste da competência, para verificar se não foi um erro ocasional. A repetição ajuda a concluir se há um problema significativo numa determinada competência.
5. Explicação necessária: para cada competência em que receba uma classificação “não-aceitável", o examinador deve declarar por que razão foi considerada não-aceitável e de que modo a segurança poderia ter sido comprometida a curto e longo prazo. Uma explicação detalhada é útil porque aponta os erros específicos que ocorreram.

## Uso e relação com a Gestão de Recursos da Tripulação (CRM)
Como ferramenta de avaliação, o sistema NOTECHS é amplamente utilizado para avaliar o desempenho da gestão de recursos da tripulação  (CRM). A CRM foi concebida para ensinar aos pilotos competências cognitivas e interpessoais, importantes para um voo eficaz e seguro; a taxonomia padronizada fornecida pelo NOTECHS também pode ser usada para avaliar a eficácia do próprio treino em CRM. Como o sistema de avaliação NOTECHS é baseado em condições padronizadas de competências e comportamentos aceitáveis,  ele pode ser usado para verificar se ocorreram melhorias no desempenho dos membros da tripulação num contexto real de trabalho. Pode ser usado para apontar as melhorias a introduzir no desempenho da tripulação, como parte do treino LOFT (line-oriented flight training) .